# Lotniskowce typu Zuihō
Lotniskowce typu Zuihō – typ dwóch japońskich lekkich lotniskowców z okresu II wojny światowej. Okręty zostały zwodowane w latach 1936–1937 jako okręty bazy okrętów podwodnych. Po przebudowaniu ich na lekkie lotniskowce weszły do służby w Japońskiej Cesarskiej Marynarce Wojennej w 1941 roku.
Obie jednostki zostały zatopione podczas działań wojennych – „Shōhō” 7 maja 1942 roku podczas bitwy na Morzu Koralowym, natomiast „Zuiho” 25 października 1944 roku podczas bitwy w zatoce Leyte.

## Okręty
- „Shōhō”
- „Zuihō”